# 형무소 안에서
《형무소 안에서》(刑務所の中 케이무쇼노나카[*], Dear Doctor)은 재일 한국인 최양일 감독의 2002년 영화이다. 하나와 카즈이치의 동명 만화가 원작이며 중년 수감자 하나와를 중심으로 교도소 안에서의 나날을 그리고 있다.

## 출연
- 야마자키 츠토무 - 하나와
- 카가와 테루유키 - 이카사
- 타구치 토모로 - 다나베
- 마츠시게 유타카 - 코야
- 오스기 렌 - 다카하시
- 모리시타 요시유키 - 하라야마
- 쿠보즈카 요스케 - 하마무라
- 엔도 겐이치
- 시이나 깃페이 - 의관